# 關廟線

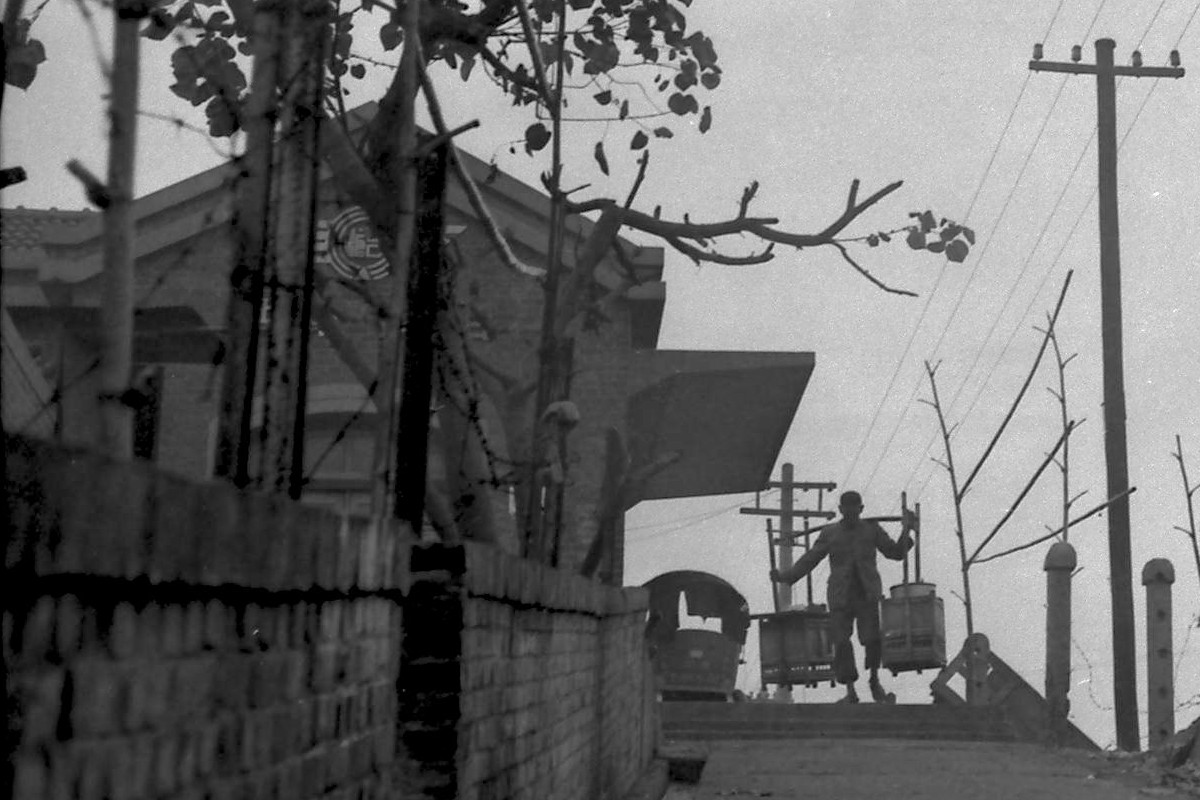
1963年糖業鐵路臺南車站

關廟線，為位於臺灣臺南市東區與臺南縣仁德、歸仁、關廟三鄉（今臺南市仁德區、歸仁區、關廟區），由臺灣糖業股份有限公司車路墘糖廠（今仁德糖廠）經營之輕便鐵路。今已廢止。

## 路線資料
- 經營管轄：臺灣糖業股份有限公司

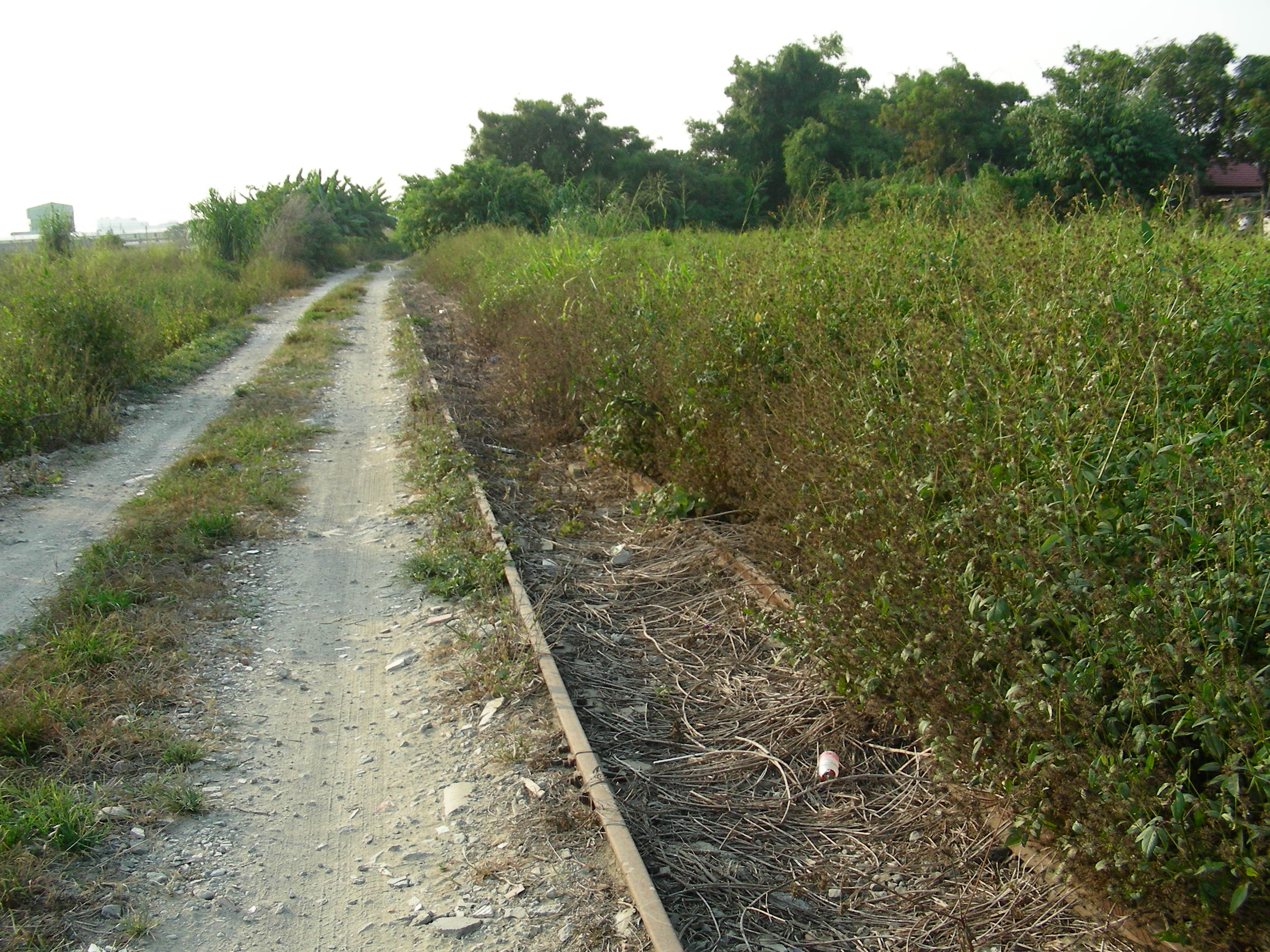
新田＝六甲間舊線跡

- 路線距離：東門(台南市)＝關廟(關廟鄉)間17.2km[1][2]
- 軌距：762mm
- 曾設立車站數：10
- 雙線區間：全線單線
- 電化區間：無
- 造價：舊台幣6億7千8百餘萬[3]
- 站等：通車初期之二等站3處(後壁厝、歸仁、關廟)，三等站1處(車路墘)，五等站2處(竹蒿厝、六甲)[3]，後新增東門(候車站)、德光(候車站)、新田(候車站)

## 運行形態
- 以東門(1954年至1969年曾改至台南)、關廟為端點，往復運轉。[2][3]
- 早午晚各一往復[4]

## 使用車輛
- 勝利號汽油車[1]
- 日立牌內燃機車[1][5]
- 蔗箱車[5]

## 簡介
此線事實上由後甲線（臺南＝仁德糖廠）、埤子頭線（仁德糖廠＝歸仁）、關廟線（歸仁＝關廟）等線相接而成，但在客運時刻表時皆統稱關廟線。
構成關廟線最主要的路線：後甲線、埤子頭線，在日治時期即已竣工，為車路墘製糖工場（今仁德糖廠）運蔗專用線，但未開辦客運。戰後臺糖公司接管日人資產後，應地方要求而利用現成路線、加設車站後開辦客運。但亦中歸仁＝關廟間3.5㎞路線為地方民眾義務出力修築。
1946年順應地方需求，擬興築台南至關廟區間鐵路，其中經過之公有地路段，與縣政府聯繫遲遲未獲回應，導致計劃延宕。1947年7月8日，省府鐵路管理委員會特派劉媽後等4名技術人員前來車路墘糖廠查明專用線改營業線之許可性，認為條件適合，可先行動工。
1947年9月，關廟線開始填造路基，11月鋪設鐵軌，預計1948年2月完工。1948年1月，鐵軌鋪設進度達95%，營業車站完成30%。車路墘糖廠於1948年2月10日遴選員工9人至九曲堂、里港、東港等營業線實習，但原先預定通車日期卻因故跳票，通車日期一再延後，至1948年9月下旬沿路才完工。
1948年10月10日雙十節正式開通，計有臺南、車路墘、後壁厝、六甲、歸仁、關廟六站，定位為「試辦營業線」。其中臺南車站位於今裕豐街與東門路交界7-Eleven處。同年11月再增設竹篙厝車站，當年總共興建7站。
由於是利用現成路線，本線臺南車站設在富強路（今東門路）交叉處，位於城郊大東門外，距市區尚有數公里，旅客需自行步行或轉乘公路運輸進入市區。後在市政府、市議會及民意請益下，為便利商旅而另在市區段新築路線，延伸至臺鐵臺南車站東南處、四維地下道附近，1954年6月6日竣工。同日增設臺南（新）、東門(台南舊站附近)、新田三站。1958年7月1日東門車站裁撤。
在廢止前夕，除部分學生（多為蔗農子女）享有優惠票價仍搭乘外，旅客已非常稀少，且每年虧累金額在50萬以上。除公路競爭外的因素外，尚有關廟線本不是客運專用線，路線冗餘彎繞、旅行時間過久。例如公路臺南＝關廟間僅13公里，鐵路卻多了近半倍。在諸多因素下，1969年5月20日路線拆除臺南(新)＝東門間，東門站復站並成為市區端點站直至1972年8月1日停止客運業務。

## 車站一覽[3]
| 車站名稱         | 車站名稱                    | 營業里程 東門起 | 等級           | 備註 | 所在地 | 所在地 |
| 站名             | 當地地名發音 （臺灣閩南語） | 營業里程 東門起 | 等級           | 備註 | 所在地 | 所在地 |
| ---------------- | --------------------------- | --------------- | -------------- | --- | ------ | ------ |
| 臺南             | Tâi-lâm                     | -0.7            | 一等站         | 1954年6月6日設立的新站、1969年5月20日廢站；可就近轉乘縱貫線(於台鐵台南站東南方)                                               | 臺南市 | 東區   |
| 東門             | Tang-mn̂g                    | 0               | 五等站(候車站) | 1948年雙十節通車時為訖點，1954年6月6日時刻表增列東門站。1958年7月1日取消停靠。1969年5月20日起再度成為起點站                   | 臺南市 | 東區   |
| 德光             | Tik-kong                    | 1.7             | 五等站(候車站) | 今龍山里台南大學榮譽校區(忠孝國中舊校區)附近；1969年5月20日起時刻表加註此站                                                   | 臺南市 | 東區   |
| 竹篙厝           | Tik-ko-tshù                 | 3.3             | 五等站(候車站) | 今德高里生產路與崇善路交會處附近，大致位於第一分局對面的大樓旁；1948年11月6日起時刻表加註此站，此區間軌道大抵沿著崇善路右側鋪設 | 臺南市 | 東區   |
| 車路墘(旁仁德旗) | Tshia-lōo-kînn              | 6.7             | 三等站         | 仁德糖廠所在地，於今保安里，車站現址於仁德糖廠側門旁一株榕樹附近，由糖廠大門口沿虎山路順著糖廠圍牆可至                        | 臺南市 | 仁德區 |
| 後壁厝           | Āu-piah-tshù                | 9.1             | 二等站         | 今後壁里德糖路與177縣道附近；2006年6月23日以安全為由而拆除，是關廟線上最晚拆除的車站                                          | 臺南市 | 仁德區 |
| 新田(旁新田旗)   | Sin-tiān                    | 10.6            | 五等站(候車站) | 今新田里義林南路與民安路二段97巷交接口；1954年6月6日起時刻表加註此站                                                            | 臺南市 | 歸仁區 |
| 六甲             | La̍k-kah                     | 12.1            | 五等站(候車站) | 今六甲里民生南街二段與其698巷交接口，早期設有鐵皮站房一座，現存一站牌                                                         | 臺南市 | 歸仁區 |
| 歸仁             | Kui-jîn                     | 14.2            | 二等站         | 舊名許厝，今歸仁里信義南路127巷右側空地，站房形式與仁德糖廠領班房相似                                                         | 臺南市 | 歸仁區 |
| 關廟             | Kuan-biō                    | 17.2            | 二等站         | 在今關廟市道182號與南雄路一段(台19甲)交叉路口的Yamaha，站房形式與仁德糖廠領班房相似                                           | 臺南市 | 關廟區 |

## 保存情況
由於關廟線拆除甚早，保存情況極為不佳。目前（2006年資料）仍有遺跡：
- 臺南車站（新）紅磚月台尚存
- 沿線最後一個後壁厝車站因年久失修，2006年6月23日以安全為由而拆除。[4]
- 臺南市段因四期重劃區計畫，鐵軌或車站悉數消失。歸仁＝關廟間亦因平行之縣道182號拓寬而拆除，即今東向車道。
- 仁德區、歸仁區段因廢線後仍有貨運維持、廢線較晚，路軌部分尚存。
- 車路墘車站附近之仁德(旗)站尚存。[3]

## 外部連結
- 台糖仁德廠營業小火車停駛 （页面存档备份，存于）（台視新聞；內有當時影片）
- 山仔頂小月台 - 糖業鐵路關廟線的故事[永久]
- 後壁厝站拆毀 老照片意難忘 （页面存档备份，存于）（自由時報）
- 台糖五分車後壁厝車站拆除地方惋惜[永久]（台灣時報）
- 台糖拆後壁厝站 地方傻眼 （页面存档备份，存于）（中華日報）
- 台糖火車候車亭 留回憶（聯合報）